# Куравский, Лев Семёнович
Лев Семёнович Куравский — доктор технических наук, профессор, декан факультета информационных технологий Московского государственного психолого-педагогического университета, заведующий кафедрой прикладной информатики и мультимедийных технологий факультета, лауреат премии Правительства Российской Федерации в области образования (2011), Почетный работник науки и техники Российской Федерации (2018).

## Биография
1984 г. — окончил факультет прикладной математики Московского авиационного института.
1984—1997 гг. — работа в Летно-исследовательском институте им. М. М. Громова в г. Жуковском Московской области.
1992 г. — защитил кандидатскую диссертацию по специальности «Контроль и испытание летательных аппаратов и их систем» (технические науки)
1996 г. — начал активную научно-исследовательскую работу в области математической психологии.
С 1997 г. — преподавательская и научная работа в Московском городском психолого-педагогическом университете.
2001 г. — стал одним из организаторов ежегодной Московской городской олимпиады по математике и информатике для учащихся с ограниченными возможностями здоровья.
2003 г. — защитил докторскую диссертацию по специальности «Математическое моделирование, численные методы и комплексы программ» (технические науки).
С 2006 г. — организатор и научный руководитель Московского городского научно-исследовательского семинара по математической психологии.
Л. С. Куравский входит в совет директоров профессиональной ассоциации «Международное общество по диагностическому контролю» (International Society for Condition Monitoring) и научный совет Международной конференции по диагностическому контролю и технологиям предотвращения отказов оборудования («Condition Monitoring and Machinery Failure Prevention Technologies»).

## Научная деятельность
Разработал ряд новых математически х моделей и методов для компьютерной диагностики и обучения, а также для анализа динамики психологических характеристик. Им разработаны: новые технологии адаптивного тестирования и обучения, основанные на использовании обучаемых структур; методы диагностики операторов сложных технических систем; методы решения диагностических задач с помощью квантовых представлений; вероятностная модель поведения прикладной многоагентной системы; концепция обучаемых многофакторных сетей Маркова, позволяющих исследовать особенности эволюции совместных распределений психологических характеристик под воздействием систематических факторов; технология синтеза обучаемых сетей Маркова; принципиально новый метод исследования влияния генетических факторов путём анализа взаимной информации, содержащейся в психологических характеристиках близнецов; новая разновидность обучаемых структур (дискриминантные сети), применяемая для психологической диагностики; метод исследования динамики психологических характеристик на основе факторного анализа результатов вейвлет-преобразований лонгитюдных данных; новый критерий для оценки адекватности факторных моделей, опирающийся на возможности самоорганизующихся карт признаков Кохонена и метод Монте-Карло.
Эти результаты внедрены в научно-исследовательскую практику, позволив выявить ряд интересных закономерностей в эволюции психологических характеристик и повысив эффективность математического инструментария компьютерной диагностики.

## Преподавательская деятельность
Л. С. Куравский читает курсы лекций и ведет семинарские занятия для студентов и аспирантов по следующим дисциплинам: «Компьютерное моделирование и анализ данных в психологии», «Математическое моделирование и анализ данных», «Информатика», «Программирование», «Прикладная статистика», «Современные методы математического моделирования и анализа данных» и «Математические методы в психологии».
Он активно занимается подготовкой научных кадров. Студенты и аспиранты, работающие под его непосредственным руководством, отмечены медалями и дипломами Всероссийской выставки научно-технического творчества молодежи, Всероссийского конкурса студенческих выпускных квалификационных работ, Международной конференции-школы-семинара «Новые информационные технологии», Всероссийской научной конференции «Нейрокомпьютеры и их применение», Российской академии естественных наук.

## Издательская деятельность
Главный редактор научного журнала «Моделирование и анализ данных».
Член редколлегий журналов, входящих в перечень ВАК РФ:
- «Нейрокомпьютеры: разработка и применение»[4]
- «Экспериментальная психология»[5]

Член редколлегий зарубежных журналов:
- «Contemporary Engineering Sciences»,
- «International Journal of Condition Monitoring»

## Основные публикации
Опубликовал более 230 научных работ, включая 5 монографий и 4 учебных пособия.
- Kuravsky L.S., Greshnikov I.I., Kozyrev A.D., Kosachevsky S.G., Frolova L.I., and Zakharcheva A.A. A Mathematical Model for Representing the Related Operator Professional Activities and Their Diagnostic Assessments Based on the Quantum Representations. Lobachevskii Journal of Mathematics., 45 (6), pp. 2534–2551 (2024).
- Kuravsky L.S. Quantum Representations and Their Applications in Diagnostics. - М.: Де Либри, 2024. - 128 с.
- Куравский Л.С., Козырев А.Д., Грешников И.И. Математическая модель сопутствующей деятельности пилота и ее применение для объективной оценки его состояния и профессиональной подготовки // Экспериментальная психология. 2024. Том 17. № 1. C. 161—180. DOI: https://doi.org/10.17759/exppsy.2024170111
- Куравский Л.С., Юрьев Г.А., Михайловский М.А., Несимова А.О., Юрьева Н.Е., Поляков Б.Ю. Формирование навыков командной деятельности и их объективная количественная оценка на основе квантовых представлений // Экспериментальная психология. 2024. Том 17. № 2. C. 154—177. DOI:https://doi.org/10.17759/exppsy.2024170210
- Куравский Л.С., Грешников И.И., Махортов И.А., Бондаренко Н.В. Интеллектуальная поддержка экипажа при выводе гражданского воздушного судна из сложного пространственного положения // Моделирование и анализ данных. 2024. Том 14. № 2. C. 124–139. DOI: https://doi.org/10.17759/mda.2024140208.
- Kuravsky L. S. Simplification of solving diagnostics problems by convolution of applied Markovian models into the quantum representations. Lobachevskii Journal of Mathematics, 2022, Vol. 43, No. 7, pp. 1669–1682 [SCOPUS].
- Kuravsky L. S., Yuryev G. A., Greshnikov I. I., Zlatomrezhev V. I., Polyakov B. Y., Orlova S. I., Yuryeva N. E. Assessing the Pilot Condition According to Video Oculography Data and Parameters of Brain Alpha Rhythms by Modeling the Neural Activity. Eksperimental’naya psikhologiya = Experimental Psychology, 2022. Vol. 15, no. 2, pp. 194–212. DOI: https://doi.org/10.17759/exppsy.2022150214. [WoS].
- Kuravsky L. S. MODELING DYNAMICAL BEHAVIOR OF STOCHASTIC SYSTEMS: SPECTRAL ANALYSIS OF QUBIT REPRESENTATIONS VS THE MUTUAL MARKOVIAN MODEL LIKELIHOOD ESTIMATIONS. Lobachevskii Journal of Mathematics. 2021. Т. 42. № 10. С. 2364—2376 [SCOPUS].
- Kuravsky S. L., Greshnikov I. I. OPTIMIZING THE MUTUAL ARRANGEMENT OF PILOT INDICATORS ON AN AIRCRAFT DASHBOARD AND ANALYSIS OF THIS PROCEDURE FROM THE VIEWPOINT OF QUANTUM REPRESENTATIONS. Journal of Applied Engineering Science. 2021. 19(4), 910—919, DOI:10.5937/ jaes0-31855 [SCOPUS].
- Куравский Л. С., Юрьев Г. А., Златомрежев В. И., Грешников И. И., Поляков Б. Ю. ОЦЕНКА ДЕЙСТВИЙ ЭКИПАЖА САМОЛЁТА ПО ДАННЫМ ВИДЕООКУЛОГРАФИИ. Экспериментальная психология. 2021. Т. 14. № 1. С. 204—222 [WoS].
- Грешников И. И., Куравский Л. С., Юрьев Г. А. ПРИНЦИПЫ ПОСТРОЕНИЯ ПРОГРАММНО-АППАРАТНОГО КОМПЛЕКСА ДЛЯ ИНТЕЛЛЕКТУАЛЬНОЙ ПОДДЕРЖКИ ЭКИПАЖА И ОЦЕНКИ УРОВНЯ ЕГО ПОДГОТОВКИ. Моделирование и анализ данных. 2021. Т. 11. № 2. С. 5-30.
- Kuravsky L. S., Pominov D. A., Yuryev G. A., Yuryeva N. E., Safronova M. A., Kulanin Ye. D., Antipova S. N. THE CONCEPT OF AN ADAPTIVE TRAINER AND ASSESSING ITS EFFECTIVENESS IN A MATHEMATICAL APPLICATION. Моделирование и анализ данных. 2021. Т. 11. № 4. С. 5-20.
- Куравский Лев Семёнович, Юрьева Наталия Евгеньевна, Юрьев Григорий Александрович, Порохин Владислав Алексеевич, Грешников Иван Игоревич, Златомрежев Валентин Игоревич. «THE INTELLIGENT SYSTEM FOR FLIGHT ANALYSIS V. 3.3» (ISFA V. 3.3). Свидетельство о регистрации программы для ЭВМ 2021668683, 18.11.2021. Заявка № 2021668197 от 17.11.2021 [РОСПАТЕНТ].
- Kuravsky L. S. Discriminant Analysis Based on the Approaches of Quantum Computing. Lobachevskii Journal of Mathematics, 2020, Vol. 41, No. 12, pp. 2338–2344.
- Kuravsky L. S., Yuryev G. A., Zlatomrezhev V. I., Yuryeva N. E., Mikhaylov A. Y. Evaluating the Contribution of Human Factor to Performance Characteristics of Complex Technical Systems. Modelirovanie i analiz dannykh = Modelling and Data Analysis, 2020. Vol. 10, no. 1, pp. 7–34. DOI: 10.17759/mda.2020100101.
- Margolis A. A., Kuravsky L. S., Artemenkov S. L., Voitov V. K., Shepeleva E. A., Gavrilova E. V. and Ermakov S. S., Analysis of statistical dependencies between intellectual characteristics and gaming ability, measured with the aid of a computer game, International Journal of Modeling, Simulation, and Scientific Computing. Vol. 11, No. 6 2020, DOI: 10.1142/S179396232050066X.
- Kuravsky L. S., Yuryev G. A., Zlatomrezhev V. I., Yuryeva N. E. Assessing the Aircraft Crew Actions with the Aid of a Human Factor Risk Model. Eksperimental’naya psikhologiya = Experimental Psychology (Russia), 2020. Vol. 13, no. 2, pp. 153–181. DOI: https://doi.org/10.17759/exppsy.2020130211.
- Kuravsky L. S., Yuryev G. A., Zlatomrezhev V. I. New approaches for assessing the activities of operators of complex technical systems. Eksperimental’naya psikhologiya = Experimental psychology (Russia), 2019, vol. 12, no. 4, pp. 27–49. doi:10.17759/exppsy.2019120403.
- Куравский Л. С., Юрьев Г. А. Свидетельство о государственной регистрации программы для ЭВМ № 2018660358 Intelligent System for Flight Analysis v1.0 (ISFA#1.0) /Правообладатели Куравский Л. С., Юрьев Г. А. (Россия). — Заявка № 2018617617; Заяв. 18.07.2018; Зарегистр. 22.08.2018.—(РОСПАТЕНТ).
- Куравский Л. С., Юрьев Г. А., Беляева О. Б., Прокопьева О. Ю. Оценка навыков пилотирования и психофизиологического состояния летного состава по данным видеоокулографии. — Автоматизация в промышленности, № 6, 2018, с. 14-23.
- Куравский Л. С., Марголис А. А., Юрьев Г. А., Поминов Д. А. Концепция самообучающегося адаптивного тренажера. — Нейрокомпьютеры: разработка, применение, № 3, 2018, с. 29-38.
- Куравский Л. С., Юрьев Г. А., Скрибцов П. В., Червоненкис М. А., Константиновский А. А., Шевченко А. А., Исаков С. С. Количественные критерии для распознавания некорректного поведения пользователей компьютерных сетей. — Экспериментальная психология. 2018. Т. 11. №. 3. C. 19-35. doi: 10.17759/exppsy.2018110302.
- Kuravsky L. S., Popkov S. I. Forecasting macro parameters representing the behavior of an applied multi-agent system. — International Journal of Modeling, Simulation, and Scientific Computing, Vol. 9, No. 6 (2018), 1850052, 15 pp, DOI: 10.1142/S1793962318500526.
- Kuravsky L. S., Popkov S. I. and Artemenkov S. L. An applied multi-agent system within the framework of a player-centered probabilistic computer game. — International Journal of Modeling, Simulation, and Scientific Computing, Vol. 9, No. 1 (2018), 17 p, DOI: 10.1142/S1793962317500635
- L. S. Kuravsky, S. I. Popkov and S. L. Artemenkov. An applied multi-agent system within the framework of a player-centered probabilistic computer game. — International Journal of Modeling, Simulation, and Scientific Computing, Vol. 8, 2017, no. 2, doi: 10.1142/S1793962317500635.
- Куравский Л. С., Мармалюк П. А., Юрьев Г. А., Думин П. Н. Численные методы идентификации марковских процессов с дискретными состояниями и непрерывным временем. — Математическое моделирование, 2017, т.29, № 5, с. 133—146.
- L. S. Kuravsky, P. A. Marmalyuk, G. A. Yuryev, O .B. Belyaeva and O. Yu. Prokopieva. Mathematical Foundations of Flight Crew Diagnostics Based on Videooculography Data. — Applied Mathematical Sciences, Vol. 10, 2016, no. 30, 1449—1466, https://dx.doi.org/10.12988/ams.2016.6122.
- Куравский Л. С., Марголис А. А., Мармалюк П. А., Панфилова А. С., Юрьев Г. А. Математические аспекты концепции адаптивного тренажёра. — Психологическая наука и образование, 2016, т. 21, № 2, с. 84-95, doi: 10.17759/pse.2016210210.
- L. S. Kuravsky, P. A. Marmalyuk and A. S. Panfilova. Goodness-of-Fit Measures for Identification of Factor Models Employing Arbitrarily Distributed Observed Data. — Contemporary Engineering Sciences, Vol. 9, 2016, no. 6, 257—278, https://dx.doi.org/10.12988/ces.2016.57208.
- Куравский Л. С., Мармалюк П. А., Юрьев Г. А. Диагностика профессиональных навыков на основе вероятностных распределений глазодвигательной активности. — Вестник РФФИ, 2016, № 3(91), с. 72-82.
- Думин П. Н., Куравский Л. С. Анализ психологических аспектов игры на основе модифицированной функции Раша. — Нейрокомпьютеры: разработка и применение, 2016, № 4, с.43-47.
- L. S. Kuravsky, P. A. Marmalyuk, G. A. Yuryev and P. N. Dumin A Numerical Technique for the Identification of Discrete-State Continuous-Time Markov Models. — Applied Mathematical Sciences, Vol. 9, 2015, no. 8, 379—391, https://dx.doi.org/10.12988/ams.2015.410882.
- L. S. Kuravsky, P. A. Marmalyuk, S. N. Baranov, V. I. Alkhimov, G. A. Yuryev and S. V. Artyukhina. A New Technique for Testing Professional Skills and Competencies and Examples of its Practical Applications. — Applied Mathematical Sciences, Vol. 9, 2015, no. 21, 1003—1026, https://dx.doi.org/10.12988/ams.2015.411899.
- L. S. Kuravsky, P. A. Marmalyuk, S. N. Baranov and N. I. Baranov. Wavelet-Based Confirmatory Factor Analysis: Monitoring of Damage Accumulation Factors. — Applied Mathematical Sciences, Vol. 9, 2015, no. 26, 1245—1263, https://dx.doi.org/10.12988/ams.2015.4121026.
- L. S. Kuravsky, P. A. Marmalyuk, G. A. Yuryev, P. N. Dumin and A. S. Panfilova. Probabilistic Modeling of a Testing Procedure. — Applied Mathematical Sciences, Vol. 9, 2015, no. 82, 4053 — 4066, https://dx.doi.org/10.12988/ams.2015.53234.
- Марковские модели в задачах диагностики и прогнозирования: Учеб. пособие. / Под ред. Л. С. Куравского. — М.: РУСАВИА, 2013. — 172 с.
- Куравский Л. С., Мармалюк П. А., Юрьев Г. А., Баранов С. Н., Полещук Г. Н., Смирнов А. А., Шишов А. Н. Диагностика лётного состава по результатам работы на авиационных тренажёрах. — Нейрокомпьютеры: разработка, применение, 2014, № 10, c. 14-23.
- Куравский Л. С., Юрьев Г. А. Применение фильтра Калмана для фильтрации артефактов при адаптивном тестировании. — Информационные технологии, № 4, 2012, с. 63-69.
- Куравский Л. С., Юрьев Г. А. Об одном подходе к адаптивному тестированию и устранению его артефактов. — Нейрокомпьютеры: разработка и применение, № 1, 2012, с. 54-66.
- Куравский Л. С., Марголис А. А., Юрьев Г. А., Мармалюк П. А. Концепция системы поддержки принятия решений для психологического тестирования. — Психологическая наука и образование, № 1, 2012, с. 56-65.
- Kuravsky L. S., Margolis A. A., Yuryev G. A., Marmalyuk P. A. Decision support system for testing CM personnel professional skills. — In: Proc. 9th International Conference on Condition Monitoring & Machinery Failure Prevention Technologies, London, UK, June 2012. — 8 pp.
- Куравский Л. С., Юрьев Г. А. Использование марковских моделей при обработке результатов тестирования. — Вопросы психологии, № 2, 2011, с. 98-107.
- Kuravsky L. S. & Yuryev G. A. Application of a new computerized adaptive testing technique to estimation of CM personnel professional skills. — In: Proc. 8th International Conference on Condition Monitoring & Machinery Failure Prevention Technologies, Cardiff, UK, June 2011. — 10 pp.
- Kuravsky L. S., Marmalyuk P. A. & Panfilova A. S. Estimation of goodness-of-fit measures for identification of unrestricted factor models employing arbitrarily distributed observed data. — In: Proc. 8th International Conference on Condition Monitoring & Machinery Failure Prevention Technologies, Cardiff, UK, June 2011. — 19 pp.
- Куравский Л. С., Ушаков Д. В., Мармалюк П. А., Панфилова А. С. Исследование факторных влияний на развитие психологических характеристик с применением нового подхода к оценке адекватности моделей наблюдениям. — Информационные технологии, № 11, 2011, c. 67-77.
- Kuravsky L. S., Baranov S. N. & Yuryev G. A. Synthesis and identification of hidden Markov models based on a novel statistical technique in condition monitoring. — In: Proc. 7th International Conference on Condition Monitoring & Machinery Failure Prevention Technologies, Stratford-upon-Avon, England, June 2010. — 23 pp.
- Kuravsky L. S., Baranov S. N. & Marmalyuk P. A. Estimation of goodness-of-fit measures accompanying the identification of factor models. — In: Proc. 7th International Conference on Condition Monitoring & Machinery Failure Prevention Technologies, Stratford-upon-Avon, England, June 2010. — 10 pp.
- Куравский Л. С., Баранов С. Н., Юрьев Г. А. Синтез и идентификация скрытых марковских моделей для диагностики усталостного разрушения. — Нейрокомпьютеры: разработка и применение, № 12, 2010, с. 20-36.
- Куравский Л. С., Мармалюк П. А., Абрамочкина В. И., Петрова Е. А. Применение факторного анализа результатов вейвлет-преобразований для исследования динамики психологических характеристик. — Экспериментальная психология, № 1, 2009, с. 97-111.
- Куравский Л. С., Баранов С. Н. Компьютерное моделирование и анализ данных. Конспекты лекций и упражнения: Учеб. пособие. — М.: РУСАВИА, 2009. — 218 с.
- Куравский Л. С., Марголис А. А., Юрьев Г. А. Психологический тренинг на основе нейросетевой технологии. — Нейрокомпьютеры: разработка и применение, № 9, 2009, с. 20-26.
- Юрьев Г. А., Куравский Л. С. Технология распознавания и озвучивания текстов для людей с нарушениями зрения. — Нейрокомпьютеры: разработка и применение, № 9, 2009, с. 27-32.
- Kuravsky L. S. & Baranov S. N. Development of the wavelet-based confirmatory factor analysis for monitoring of system factors. — In: Proc. 5th International Conference on Condition Monitoring & Machinery Failure Prevention Technologies, Edinburgh, United Kingdom, July 2008, pp. 818–834.
- Baranov S. N., Kuravsky L. S. & Baranov N. I. Studying influence of maneuvering loads occurrences and climatic conditions of basing on aircraft damage accumulation rate with the aid of trained structures. — In: Proc. 5th International Conference on Condition Monitoring & Machinery Failure Prevention Technologies, Edinburgh, United Kingdom, July 2008, pp. 118–126.
- Kuravsky L. S. & Baranov S. N. Technical diagnostics and monitoring based on capabilities of wavelet transforms and relaxation neural networks. — Insight, Vol. 50, No 3, March 2008, pp. 127–132.
- Куравский Л. С., Корниенко П. А. Применение нейронных сетей для идентификации локусов количественных признаков в психогенетике. — Нейрокомпьютеры: разработка и применение, № 4, 2007, с. 15-31.
- Куравский Л. С., Баранов С. Н., Буланова О. Е., Кравчук Т. Е. Нейросетевая технология диагностики патологических состояний по аномалиям электроэнцефалограмм. — Нейрокомпьютеры: разработка и применение, № 4, 2007, с. 4-14.
- Куравский Л. С., Малых С. Б., Кравчук Т. Е., Кузнецова И. В., Семаго Н. Я. Методы классификации в психодиагностических исследованиях. — Вопросы психологии, № 1, 2006, с. 157—168.
- Baranov S. N. & Kuravsky L. S. Acoustic vibrations: modeling, optimization and diagnostics. — 2nd Edition, enlarged. — Moscow: RUSAVIA, 2006. — 224 pp.
- Куравский Л. С., Малых С. Б., Кравчук Т. Е., Болычева К. А. Применение методов теории информации для оценки генетических и средовых влияний в близнецовых исследованиях. Вопросы психологии, № 3, 2006, с. 144—157.
- Kuravsky L. S. & Baranov S. N. The concept of multifactor Markov networks and its application to forecasting and diagnostics of technical systems — In: Proc. Condition Monitoring 2005, Cambridge, United Kingdom, July 2005, pp. 111–117.
- Куравский Л. С., Баранов С. Н., Корниенко П.А. Обучаемые многофакторные сети Маркова и их применение для исследования психологических характеристик. — Нейрокомпьютеры: разработка и применение, № 12, 2005. — с. 65-76.
- Kuravsky L. S., Malykh S. B. Application of Markov models for analysis of development of psychological characteristics. — Australian Journal of Educational & Developmental Psychology, 2004, Vol 2, pp 29–40.
- Kuravsky L. S. & Baranov S. N. Neural networks in fatigue damage recognition: diagnostics and statistical analysis. — In: Proc. 11th International Congress on Sound and Vibration, St.-Petersburg, Russia, July 2004, pp. 2929–2944.
- Куравский Л. С., Баранов С. Н., Малых С. Б. Нейронные сети в задачах прогнозирования, диагностики и анализа данных: Учеб. пособие. — М.: РУСАВИА, 2003. — 100 с.
- Kuravsky L. S., Baranov S. N. Condition monitoring of the structures suffered acoustic fatigue failure and forecasting their service life. — In: Proc. Condition Monitoring 2003, Oxford, United Kingdom, July 2003, pp. 256–279.
- Kuravsky L. S., Baranov S. N. Synthesis of Markov networks for forecasting fatigue failures. — In: Proc. Condition Monitoring 2003, Oxford, United Kingdom, July 2003, pp. 76–91.
- Куравский Л. С., Малых С. Б. Применение марковских моделей для анализа эволюции психологических характеристик в популяции. — Вопросы психологии, 2003, № 4, с. 51-62.
- Куравский Л. С., Баранов С. Н. Синтез сетей Маркова для прогнозирования усталостного разрушения. — Нейрокомпьютеры: разработка и применение, 2002, № 11, с. 29-40.
- Kuravsky L. S., Baranov S. N. Application of self-organizing feature maps for diagnostics of vibroacoustic systems. — In: Proc. Condition Monitoring 2001, Oxford, United Kingdom, June 2001, pp. 79–89.
- Куравский Л. С., Малых С. Б. Анализ динамики средовых влияний в близнецовых исследованиях. — Вопросы психологии, 2001, № 6, с. 80-89.
- Куравский Л. С., Баранов С. Н. Применение нейронных сетей для диагностики и прогнозирования усталостного разрушения тонкостенных конструкций. — Нейрокомпьютеры: разработка и применение, 2001, № 12, с. 47-63.
- Kuravsky L. S., Malykh S. B. On the application of queuing theory to analysis of twin data. — Twin Research, Vol. 3, Issue 2, June 2000, pp. 92–98.
- Kuravsky L. S. A plate backed by a cavity: the features of dynamic instability. — Journal of Sound and Vibration. Vol. 190, 1996, No.5, pp. 775–789.
- Kuravsky L. S., Arnautov E. V. On the approach to computing stiffened structure natural modes. — Journal of Sound and Vibration, 1991, Vol. 150, No.1, pp. 161–166.
- Kuravsky L. S. Modeling dynamical behavior of stochastic systems: spectral analysis of qubit repesentations vs the mutual marcovian model likelihood estimations. Lobachevskii Journal of Mathematics. 2021. Т. 42. № 10. С. 2364—2376 [SCOPUS].
- Kuravsky S. L., Greshnikov I. I. Optimizing the mutual arrangement of pilot indicators on an aircraft dashboard and analysis of this procedure from the viewpoint of quantum representations. Journal of Applied Engineering Science. 2021. 19(4), 910—919, DOI:10.5937/ jaes0-31855 [SCOPUS].
- Куравский Л. С., Юрьев Г. А., Златомрежев В. И., Грешников И. И., Поляков Б. Ю. Оценка действий экипажа самолёта по данным видеоокулографии. Экспериментальная психология. 2021. Т. 14. № 1. С. 204—222 [WoS].
- Грешников И. И., Куравский Л. С., Юрьев Г. А. Принципы построения программно-аппаратного комплекса для интеллектуальной поддержки экипажа и оценки уровня его подготовки. Моделирование и анализ данных. 2021. Т. 11. № 2. С. 5-30.
- Kuravsky L. S., Pominov D. A., Yuryev G. A., Yuryeva N. E., Safronova M. A., Kulanin Ye. D., Antipova S. N. The concept of an adaptive trainer and assessing its effectiveness in a mathematical application. Моделирование и анализ данных. 2021. Т. 11. № 4. С. 5-20.

## Патенты
- Куравский Л. С., Кулик С. Д., Мармалюк П. А., Юрьев Г. А. Патент на полезную модель № 156550, Российская Федерация (RU), кл. МПК G06F 19/00, A61B 3/113. «Устройство для диагностики пилотов» /ГБОУ ВПО МГППУ (Россия). — Заявка № 2015103765/08; Заяв. 05.02.2015; Зарегистр. 16.10.2015; Приоритет от 05.02.2015. Опубл. 10.11.2015; Бюл. № 31.—(РОСПАТЕНТ).
- Юрьев Г. А., Куравский Л. С., Кулик С. Д., Мармалюк П. А. Патент на полезную модель № 166374, Российская Федерация (RU), кл. МПК G09B 21/04. «Устройство принятия решений для ориентации слепых и глухих» /ОАО «Группа компаний Систематика» (Россия). — Заявка № 2015151082/12; Заяв. 30.11.2015; Зарегистр. 02.11.2016; Приоритет от 30.11.2015. Опубл. 20.11.2016; Бюл. № 32.—(РОСПАТЕНТ).
- Куравский Л. С., Кулик С. Д., Мармалюк П. А., Алхимов В. И., Юрьев Г. А. Патент на полезную модель № 138992, Российская Федерация (RU) кл. МПК G09B 7/00, G06Q 50/00. Система принятия решений по результатам тестирования на основе марковских моделей. Заявка № 2013126042/08, 06.06.2013; Зарегистр. 04.03.2014; Опубликовано 27.03.2014, Бюл. № 9; Приоритет от 06.06.2013. — (РОСПАТЕНТ).
- Куравский Л. С., Марголис А. А., Мармалюк П. А., Юрьев Г. А., Думин П. Н., Кулик С. Д. Патент на полезную модель № 122796, Российская Федерация (RU) кл. МПК G09B 31/07. «Система поддержки принятия решений для психологического и педагогического тестирования». / Л. С. Куравский, А. А. Марголис, П. А. Мармалюк, Г. А. Юрьев, П. Н. Думин, С. Д. Кулик (Россия). — Заявка № 2012132684/08, 31.07.2012; Опубликовано 10.12.2012, Бюл. № 34; Приоритет от 31.07.2012. — (РОСПАТЕНТ).
- Куравский Л. С., Кулик С. Д., Мармалюк П. А., Юрьев Г. А. Патент на полезную модель № 118095, Российская Федерация (RU), кл. МПК G 09 B 23/02. Устройство для моделирования адаптивного тестирования когнитивных способностей испытуемого. /Л. С. Куравский, С. Д. Кулик, П. А. Мармалюк, Г. А. Юрьев (Россия). — Заявка № 2012105993/08, 21.02.2012; Зарегистр. 10.07.2012; Опубликовано 10.07.2012 Бюл. № 19; Приоритет от 21.02.2012. — (РОСПАТЕНТ).
- Куравский Л. С., Кулик С. Д., Мармалюк П. А., Юрьев Г. А. Патент на полезную модель № 110269, Российская Федерация (RU), кл. МПК A 61 °F 9/08. Устройство для ориентации слепых /Л. С. Куравский, С. Д. Кулик, П. А. Мармалюк, Г. А. Юрьев (Россия). — Заявка № 2011120734/14, 24.05.2011; Зарегистр. 20.11.2011; Опубликовано 20.11.2011 Бюл. № 32; Приоритет от 24.05.2011. — (РОСПАТЕНТ).
- Куравский Л. С., Кулик С. Д., Мармалюк П. А., Юрьев Г. А. Патент на полезную модель № 110638, Российская Федерация (RU), кл. МПК A 61 °F 9/08. Навигационное устройство для ориентации слепых /Л. С. Куравский, С. Д. Кулик, П. А. Мармалюк, Г. А. Юрьев (Россия). — Заявка № 2011125847/14, 24.06.2011; Зарегистр. 27.11.2011; Опубликовано 27.11.2011 Бюл. № 33; Приоритет от 24.06.2011. — (РОСПАТЕНТ).
- Куравский Лев Семёнович, Юрьева Наталия Евгеньевна, Юрьев Григорий Александрович, Порохин Владислав Алексеевич, Грешников Иван Игоревич, Златомрежев Валентин Игоревич. «The intelligent system for flight analysis V. 3.3» (ISFA V. 3.3). Свидетельство о регистрации программы для ЭВМ 2021668683, 18.11.2021. Заявка № 2021668197 от 17.11.2021 (РОСПАТЕНТ).

## Награды и звания
- Премия правительства РФ в области образования (2011) — за цикл трудов «Инновационные подходы и методы экспериментальной психологии»[6]
- Медаль К. Д. Ушинского (2012) (ведомственная медаль Министерства образования и науки Российской Федерации)
- Почетный работник науки и техники Российской Федерации (2018)
- Включен в американские справочники «Who’s Who in the World» и «Who’s Who in Science and Engineering».